# Ceresium vulneratum
Ceresium vulneratum är en skalbaggsart som beskrevs av Fauvel 1906. Ceresium vulneratum ingår i släktet Ceresium och familjen långhorningar. Inga underarter finns listade i Catalogue of Life.